# Joubinella tzvetkova
Joubinella tzvetkova is een vlokreeftensoort uit de familie van de Phoxocephalidae. De wetenschappelijke naam van de soort is voor het eerst geldig gepubliceerd in 1965 door Kudrjaschov.